# Veľký Kyseľ
Veľký Kyseľ je soutěska ve slovenském Národním parku Slovenský ráj, je součástí NPR Kyseľ.

## Přírodní podmínky

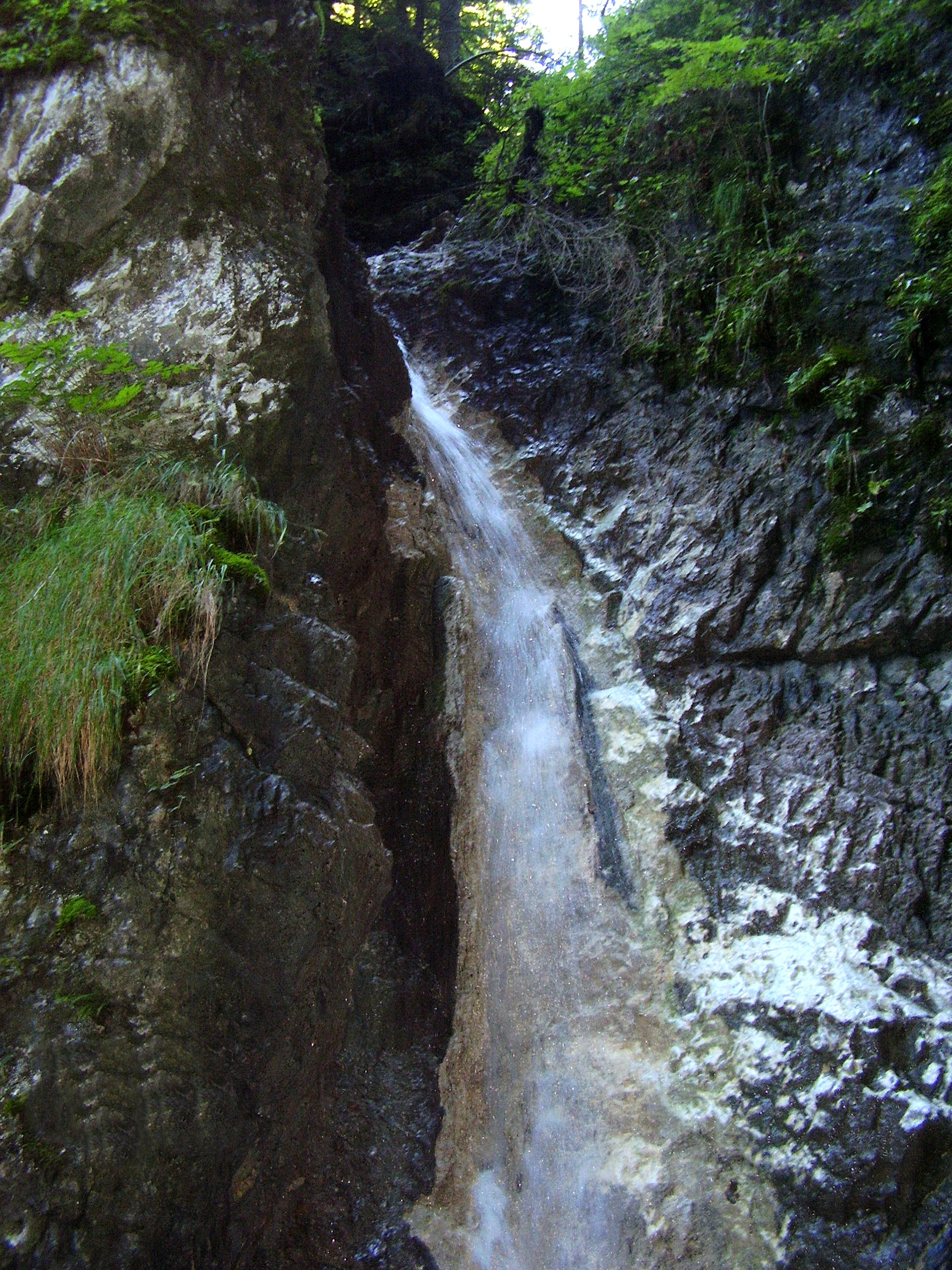
Vodopád Ochrancov v roklině Veľký Kyseľ

Veľký Kyseľ je částí původní rokle Kyseľ, uzavřené po rozsáhlém požáru ve Slovenském ráji v roce 1976. Po 40 letech od požáru je od 18. 8. 2016 původní rokle Kyseľ znovu zpřístupněna jako naučný chodník formou zajištěné cesty – ferraty. Trasu je možné využívat v období od 15. června do 31. října, zbytek roku je pro veřejnost uzavřená.
Roklinou protéká stejnojmenný potok a ten se u ústí rokle slévá s Malým Kyselem z rokle Malý Kyseľ a spolu tvoří potok Kyseľ. Veľký Kyseľ je jednou z nejdivočejších úžin Slovenského ráje.

## Turistika
Roklina byla pro turisty znovu zpřístupněna v roce 1997 po zelené turistické značce. Na rozcestí Kyseľ-rázcestie se stékají potoky Veľký a Malý Kyseľ a rozcházejí stejnojmenné rokle. Veľký Kyseľ vede jihozápadním směrem přes Pawlasov vodopád, Vodopád ochrancov prírody, Vodopád u Bariéry, až na svůj vrchol na Biskupských chýžkách. Průchod roklinou je povolen pouze ve směru vzhůru proti toku potoka.